# Kerken

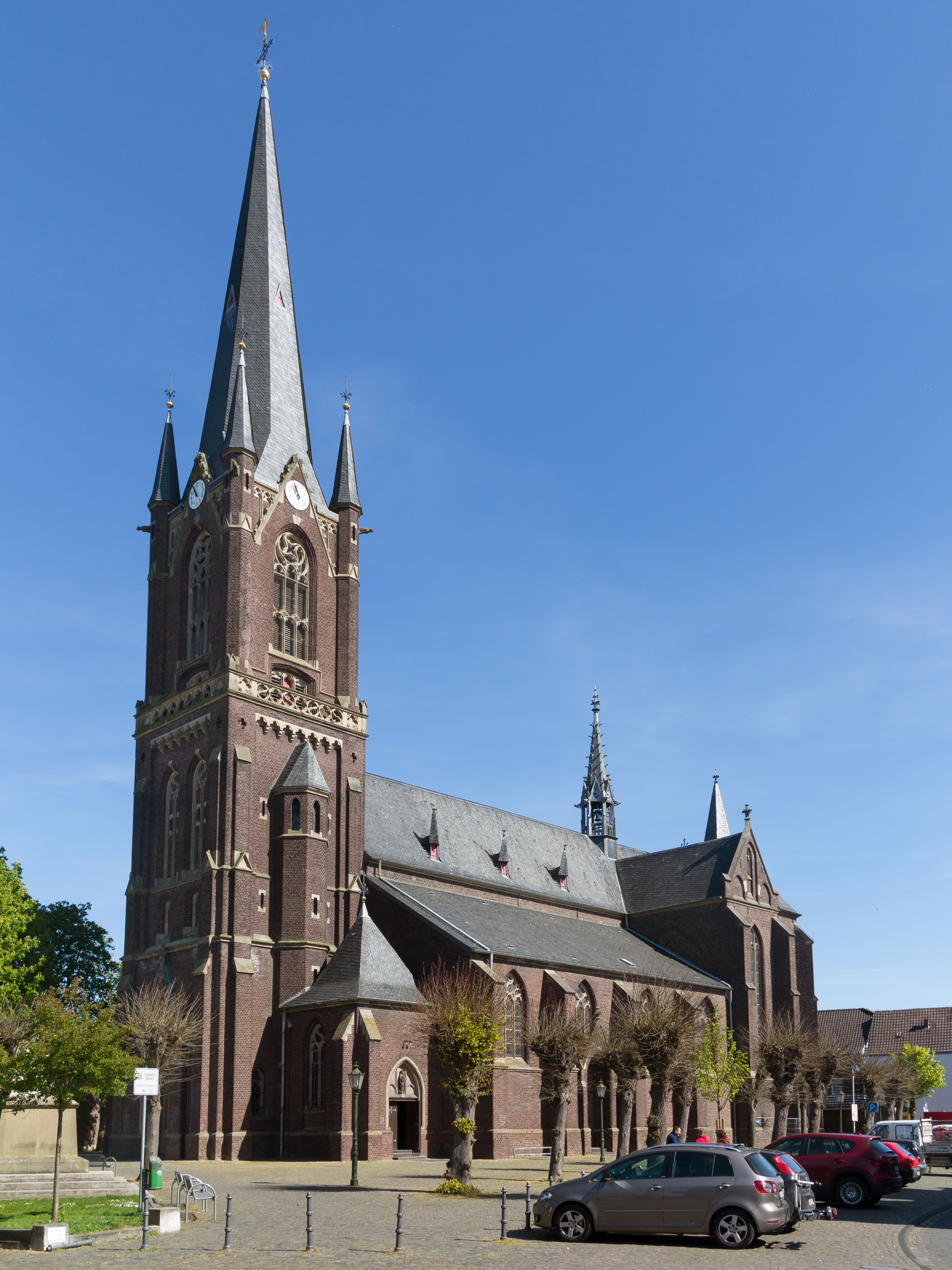
Aldekerk, l'église: die Sankt Peter und Paul Kirche

Kerken est une commune de Rhénanie-du-Nord-Westphalie (Allemagne), située dans l'arrondissement de Clèves, dans le district de Düsseldorf.